# ییژی فلیشمن
ییژی فلیشمن (چکی: Jiří Fleišman؛ زادهٔ ۲ اکتبر ۱۹۸۴) بازیکن فوتبال اهل جمهوری چک است.
از باشگاه‌هایی که در آن بازی کرده‌است می‌توان به باشگاه فوتبال بلشانی، باشگاه فوتبال ملادا بولسلاف، و باشگاه فوتبال اسلوان لیبرتس اشاره کرد.
وی همچنین در تیم ملی فوتبال جمهوری چک بازی کرده‌است.